# Aplosporella clintonii
Aplosporella clintonii är en svampart som först beskrevs av Peck, och fick sitt nu gällande namn av Petr. & Syd. 1927. Aplosporella clintonii ingår i släktet Aplosporella och familjen Botryosphaeriaceae.   Inga underarter finns listade i Catalogue of Life.